# ایان استوارت
ایان استوارت (انگلیسی: Ian Stewart؛ زادهٔ ۱۰ سپتامبر ۱۹۶۱) بازیکن فوتبال اهل ایرلند شمالی بود.
از باشگاه‌هایی که در آن بازی کرده‌است می‌توان به باشگاه فوتبال پورتسموث، باشگاه فوتبال هارو بورو، باشگاه فوتبال کویینز پارک رنجرز، باشگاه فوتبال میلوال، باشگاه فوتبال برنتفورد، باشگاه فوتبال کولچستر یونایتد، و باشگاه فوتبال نیوکاسل یونایتد اشاره کرد.
وی همچنین در تیم ملی فوتبال ایرلند شمالی بازی کرده‌است.